# Лара, Эмилио
Эмиль Лара Контрерас (исп. Emilio Lara Contreras; род. май 2002, Атисапан-де-Сарагоса, Мехико) — мексиканский футболист, защитник клуба «Америка» и сборной Мексики.

## Клубная карьера
Лара — воспитанник клуба «Америка». 7 ноября 2021 года в матче против «Монтеррей» он дебютировал в мексиканской Примере. 24 августа 2022 года в поединке против «Керетаро» Эмилио забил свой первый гол за «Америку». 

## Международная карьера
В 2019 году в составе юношеской сборной Мексики Лара выиграл юношеский чемпионата Северной Америки в США. На турнире он сыграл в матчах против команд Тринидада и Тобаго, Гаити и США. 
В том же году Лара принял участие в юношеском чемпионате мира в Бразилии. На турнире он сыграл в матчах против команд Парагвая, Италии, Нидерландов и Бразилии. 
1 сентября 2022 года в товарищеском матче против сборной Парагвая Лара дебютировал за сборную Мексики.

## Достижения
Международные
 Мексика (до 17)
- Юношеский кубок КОНКАКАФ — 2019